# Onzain
Pour l’article homonyme, voir Onzain, le terme de poésie.
Onzain est une commune historique du Loir-et-Cher (région Centre-Val de Loire), reléguée au statut de commune déléguée depuis le 1er janvier 2017 et la réunion administrative avec Veuves pour créer la commune nouvelle de Veuzain-sur-Loire.

## Géographie

### Localisation
Onzain est située sur la rive droite de la Loire, au sud-ouest de Blois. Elle est également arrosée par la Cisse et le Cissereau, deux affluents de la Loire.
Les communes limitrophes sont  Chaumont-sur-Loire, Chouzy-sur-Cisse, Coulanges, Mesland, Monteaux, Santenay, Seillac et Veuves.

### Lieux-dits et écarts
- Meuves, la Vauvardière, le Moulin à Vent, le Colombier, Écures, la Gaillardière, les Grillons.

## Voies de communication et transports
- Gare d'Onzain - Chaumont-sur-Loire, gare ferroviaire de la ligne de Paris-Austerlitz à Bordeaux-Saint-Jean.

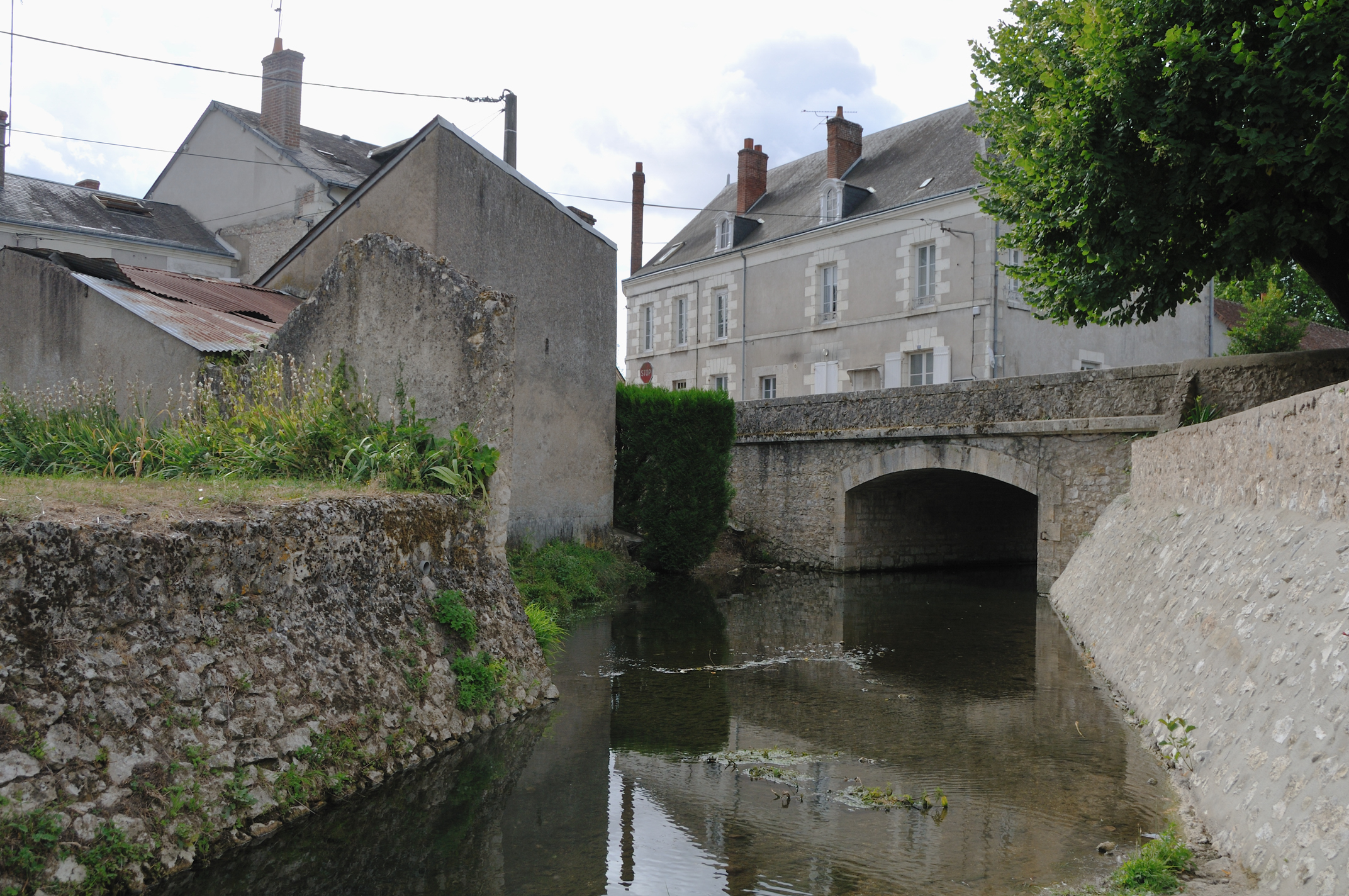
La Cisse à Onzain.

## Toponymie
Selon le linguiste Albert Dauzat, mot Onzain provient de Osanus, qui dériverait du nom gallo-romain « Os » suivi du suffixe « -ain » indiquant la provenance.
En 2017, le nom de la commune nouvelle de Veuzain-sur-Loire est créé depuis l'aphérèse d'Onzain en ne conservant que la seconde syllabe (-zain).

## Histoire

### Onzain, le château
Jusqu'en 1816 et la Restauration de la monarchie, Onzain se résume à un château privé, principalement propriété des seigneurs voisins de Bury, alors vassaux des comtes de Blois.
En 1816, la propriété a été saisie puis vendue en lots. Le premier château a été démoli de 1823 à 1826 et ses matériaux vendus.

### Onzain, la commune
En 1824, la partie nord du domaine est achetée par Charles-Louis Panckoucke, alors éditeur et libraire à Paris, cousin et successeur du fondateur du journal « Le Moniteur » de 1789. Il ne garde que le bois du Pavillon et c'est son fils, Ernest Panckoucke, qui fait édifier entre 1845 et 1865 le château du Pavillon et ses annexes (correspondant aujourd'hui au domaine des Hauts de Loire). Il est maire d'Onzain de 1860 à 1865. Après sa mort en 1886, son gendre, Oscar de Vallée, magistrat de la Cour d'appel de Paris et sénateur inamovible, fait grandement agrandir le domaine, avec des serres, des écuries, des remises et des logements pour le personnel.
La maison sise actuellement au milieu des douves de l'ancien château est construite vers 1850, après qu'ont été abandonnées en 1843 à la Commune les rues du Château, de la Justice, de l'Ecrevissière, du Jardin Anglais (intégrée depuis à la rue de l'Ecrevissière), et de la Fontaine. La rue du Parc et la rue Traversière naissent quant à elles en 1868 de la division sud de la propriété appelée « Jardins bas d'Onzain ».
Malgré la levée de la Loire, Onzain a également souffert des crues centennales successives du milieu du XIXe siècle, en particulier de celle de 1856 qui, en provoquant une rupture de la digue, a détruit le hameau d'Écures, situé sur la rive droite du fleuve, face à Chaumont-sur-Loire.
Les deux rives de la Loire sont d'ailleurs reliées par un pont depuis le dimanche 17 octobre 1858.
Le premier train passe à Onzain le 26 mars 1846, en l'actuelle gare d'Onzain-Chaumont-sur-Loire. Depuis, plus de 200 trains passent quotidiennement sur la ligne ; c'est la gare qui dessert le château et les jardins de Chaumont-sur-Loire. De nombreux trains de voyageurs permettent le transit de nombreuses et nombreux onzainois qui travaillent à Blois, à Amboise, à Tours, à Orléans, voire à Paris.
La commune d'Onzain d'une superficie de 3 000 hectares environ est en pleine expansion. Elle avait en 1789 une population de 1 400 habitants, contre environ 3 500 en 2014.
Onzain n'est chef de canton que de septembre 1790 à octobre 1801. La Loire est alors une barrière administrative.
Entre le 29 janvier 1939 et le 8 février, plus de 3 100 réfugiés espagnols fuyant l'effondrement de la république espagnole devant Franco, arrivent en Loir-et-Cher. Devant l'insuffisance des structures d'accueil (les haras de Selles-sur-Cher sont notamment utilisés), 47 villages sont mis à contribution, dont Onzain. Les réfugiés, essentiellement des femmes et des enfants, sont soumis à une quarantaine stricte, vaccinés, le courrier est limité, le ravitaillement, s'il est peu varié et cuisiné à la française, est cependant assuré. Au printemps et à l'été, les réfugiés sont regroupés à Bois-Brûlé (commune de Boisseau).
Actuellement, depuis que la vallée de la Loire a été inscrite au Patrimoine mondial de l'UNESCO, celle-ci devient de plus en plus un axe de développement économique et surtout touristique.
Des locaux du pensionnat Gougeon né en 1839, va naître en 1881 l'école primaire supérieure, devenue aujourd'hui collège de près de 650 élèves.

### L'avènement de Veuzain-sur-Loire
En 2017, Onzain fusionne avec la commune voisine de Veuves pour former Veuzain-sur-Loire.

## Politique et administration

### Liste des maires
| Période                                  | Période       | Identité          | Étiquette | Qualité                                                                 |
| ---------------------------------------- | ------------- | ----------------- | --------- | ----------------------------------------------------------------------- |
| Les données manquantes sont à compléter. |               |                   |           |                                                                         |
| 1945                                     | 1965          | Charles Diard     | Rad.      |                                                                         |
| 1965                                     | 1971          | Jean Bouquin      | DVD       |                                                                         |
| 1971                                     | 1983          | Guy Lemoine       | PCF       | Directeur d'école Conseiller général du canton d'Herbault (1976 → 1982) |
| 1983                                     | 1989          | Pierre Grenier    | DVD       |                                                                         |
| 1989                                     | 1995          | Jean-Pierre Diard | DVG       | Ingénieur contractuel                                                   |
| 1995                                     | 2001          | Jean Boussard     | DVD       | Médecin                                                                 |
| mars 2001                                | mars 2014     | Jean-Pierre Diard | DVG       | Retraité de la DDE                                                      |
| mars 2014                                | décembre 2016 | Pierre Olaya      | SE        | Retraité du Crédit agricole                                             |

Depuis 2017 et la création de Veuzain-sur-Loire, le maire élu à Onzain est maire délégué au maire de la commune nouvelle.
| Période                                  | Période  | Identité     | Étiquette | Qualité                                |
| ---------------------------------------- | -------- | ------------ | --------- | -------------------------------------- |
| Les données manquantes sont à compléter. |          |              |           |                                        |
| janvier 2017                             | mai 2020 | Pierre Olaya | SE        | Élu maire de Veuzain-sur-Loire en 2020 |
| mai 2020                                 | mai 2026 | Yves Lecuir  |           |                                        |

### Jumelages
- Flein (Allemagne) depuis 1990 ;
- Darley Dale (Angleterre).

## Population et société

### Démographie
L'évolution du nombre d'habitants est connue à travers les recensements de la population effectués dans la commune depuis 1793. À partir du 1er janvier 2009, les populations légales des communes sont publiées annuellement dans le cadre d'un recensement qui repose désormais sur une collecte d'information annuelle, concernant successivement tous les territoires communaux au cours d'une période de cinq ans. 
Pour les communes de moins de 10 000 habitants, une enquête de recensement portant sur toute la population est réalisée tous les cinq ans, les populations légales des années intermédiaires étant quant à elles estimées par interpolation ou extrapolation. Pour la commune, le premier recensement exhaustif entrant dans le cadre du nouveau dispositif a été réalisé en 2007,.
En 2014, la commune comptait 3 456 habitants, en évolution de +0,2 % par rapport à 2009 (Loir-et-Cher : +1,74 %, France hors Mayotte : +2,49 %).
| 1793  | 1800  | 1806  | 1821  | 1831  | 1836  | 1841  | 1846  | 1851  |
| ----- | ----- | ----- | ----- | ----- | ----- | ----- | ----- | ----- |
| 1 485 | 1 368 | 1 790 | 1 823 | 1 847 | 1 884 | 1 892 | 2 071 | 2 178 |

| 1856  | 1861  | 1866  | 1872  | 1876  | 1881  | 1886  | 1891  | 1896  |
| ----- | ----- | ----- | ----- | ----- | ----- | ----- | ----- | ----- |
| 2 193 | 2 254 | 2 480 | 2 309 | 2 322 | 2 146 | 2 298 | 2 476 | 2 385 |

| 1901  | 1906  | 1911  | 1921  | 1926  | 1931  | 1936  | 1946  | 1954  |
| ----- | ----- | ----- | ----- | ----- | ----- | ----- | ----- | ----- |
| 2 339 | 2 321 | 2 249 | 2 211 | 2 190 | 2 165 | 2 214 | 2 245 | 2 285 |

| 1962  | 1968  | 1975  | 1982  | 1990  | 1999  | 2007  | 2012  | 2014  |
| ----- | ----- | ----- | ----- | ----- | ----- | ----- | ----- | ----- |
| 2 388 | 2 715 | 2 741 | 2 946 | 3 080 | 3 141 | 3 411 | 3 478 | 3 456 |

### Pyramide des âges
La population de la commune est relativement âgée. Le taux de personnes d'un âge supérieur à 60 ans (27,6 %) est en effet supérieur au taux national (21,6 %) et au taux départemental (26,3 %).
À l'instar des répartitions nationale et départementale, la population féminine de la commune est supérieure à la population masculine. Le taux (52,9 %) est supérieur au taux national (51,6 %).
La répartition de la population de la commune par tranches d'âge est, en 2007, la suivante :
- 47,1 % d'hommes (0 à 14 ans = 19,9 %, 15 à 29 ans = 15,8 %, 30 à 44 ans = 18,2 %, 45 à 59 ans = 21,3 %, plus de 60 ans = 24,8 %) ;
- 52,9 % de femmes (0 à 14 ans = 18 %, 15 à 29 ans = 13,2 %, 30 à 44 ans = 19,2 %, 45 à 59 ans = 19,5 %, plus de 60 ans = 30,1 %).

| Hommes | Classe d’âge | Femmes |
| ------ | ------------ | ------ |
| 0,6    | 90 ans ou +  | 1,9    |
| 9,7    | 75 à 89 ans  | 13,4   |
| 14,5   | 60 à 74 ans  | 14,8   |
| 21,3   | 45 à 59 ans  | 19,5   |
| 18,2   | 30 à 44 ans  | 19,2   |
| 15,8   | 15 à 29 ans  | 13,2   |
| 19,9   | 0 à 14 ans   | 18,0   |

| Hommes | Classe d’âge | Femmes |
| ------ | ------------ | ------ |
| 0,6    | 90 ans ou +  | 1,6    |
| 8,3    | 75 à 89 ans  | 11,5   |
| 14,8   | 60 à 74 ans  | 15,7   |
| 21,4   | 45 à 59 ans  | 20,6   |
| 20,3   | 30 à 44 ans  | 19,2   |
| 16,2   | 15 à 29 ans  | 14,7   |
| 18,5   | 0 à 14 ans   | 16,7   |

## Culture locale et patrimoine

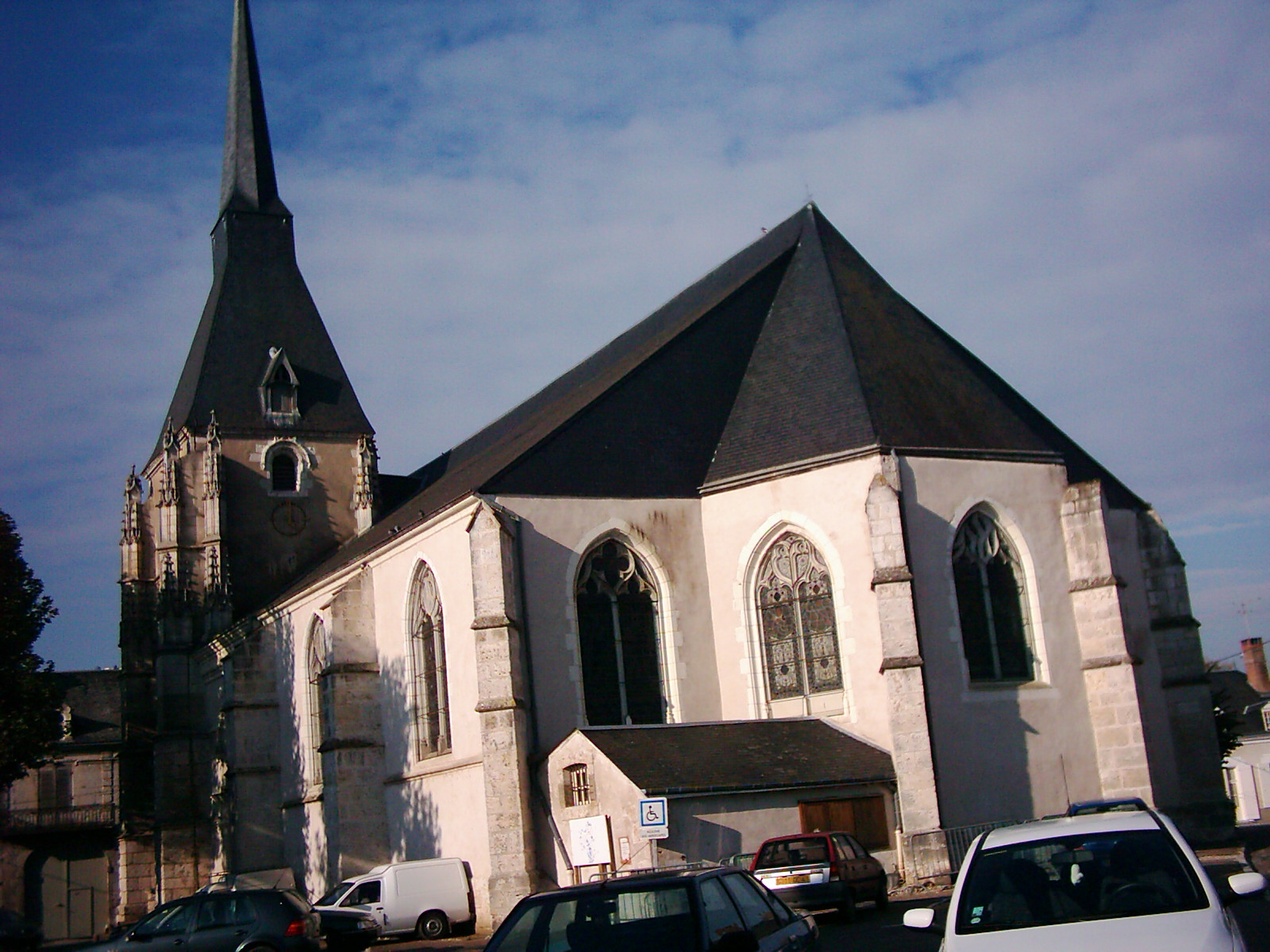
L'église Saint-Gervais-et-Saint-Protais depuis la place du Marché..

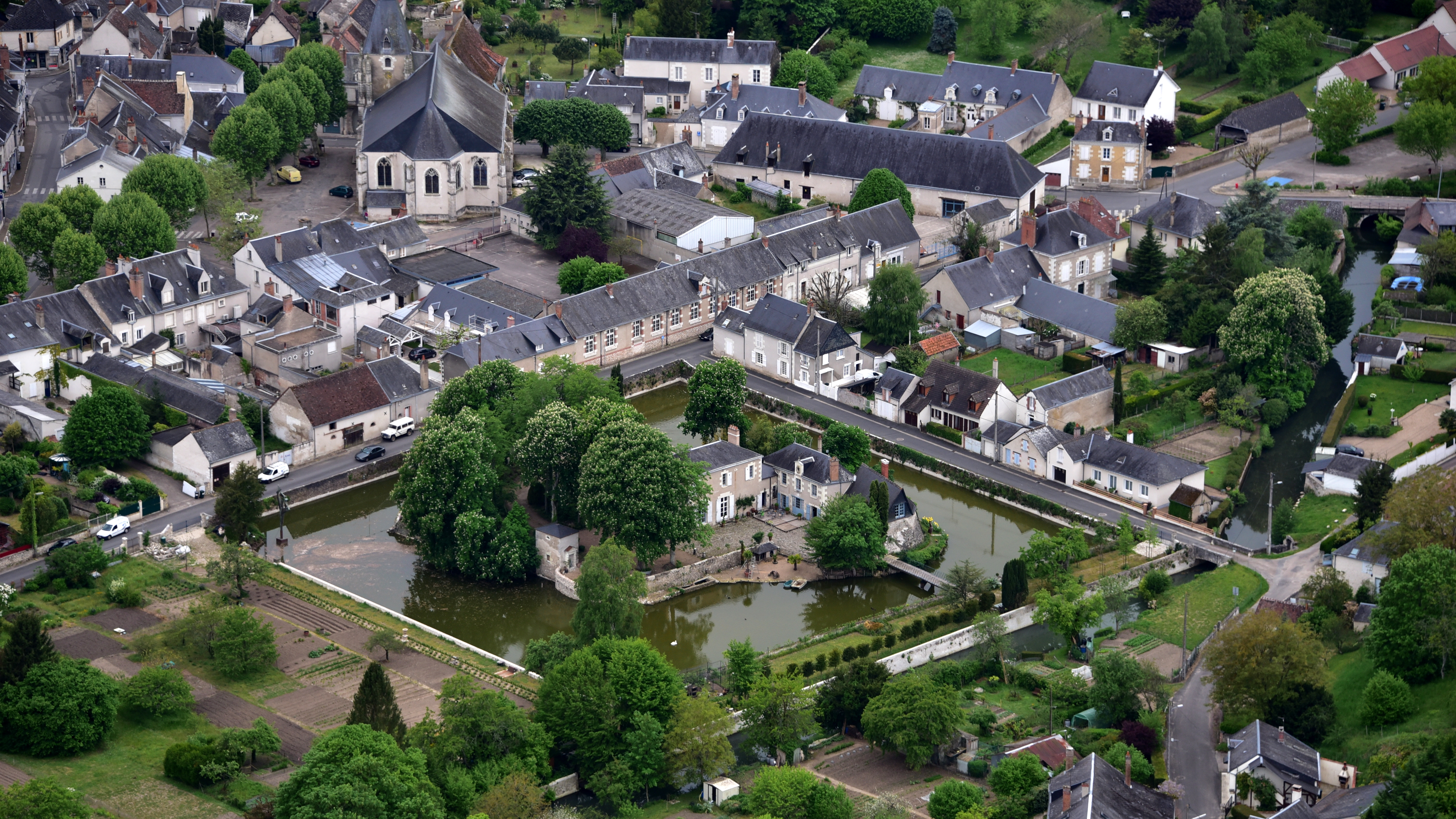
Le château d'Onzain.

### Lieux et monuments
- L'église Saint-Gervais-et-Saint-Protais d'Onzain,  Inscrite MH (1928, Portail et clocher)[17],[18].
- Le château d'Onzain,  Inscrit MH (2014, jardin potager ; installation hydraulique ; site archéologique)[19].

### Personnalités liées à la commune
- Eugène Joseph Stanislas Foullon d'Escotiers (1753-1835), maître des requêtes, intendant, maire d'Onzain (1812-1817).
- Charles-Louis-Fleury Panckoucke (1780-1844), éditeur et auteur, acquéreur du château du Pavillon.
- Ernest Panckoucke (1808-1886), éditeur et maire d'Onzain, propriétaire du château du Pavillon.
- Oscar de Vallée (1821-1892), magistrat et homme politique français, gendre de Ernest Panckoucke, propriétaire du château du Pavillon.
- Marcel Loyeau (1895-1936), sculpteur, né à Onzain.
- Marie Cherrier (°1984), chanteuse, née à Onzain.

### Héraldique
|  | Les armoiries d'Onzain se blasonnent ainsi : D'azur à la fasce haussée d'or, accompagnée en pointe d'une roue de six rayons du même. |